# Till R. Lohmeyer
Till Reinhard Lohmeyer (* 1950) ist ein deutscher Schriftsteller, Übersetzer und Mykologe aus Taching am See. Er übersetzte  Bücher von Ken Follett aus dem Englischen ins Deutsche. Sein botanisch-mykologisches Autorenkürzel lautet „Lohmeyer“. Seine Eltern sind Wolfgang Lohmeyer und Ursula Lohmeyer geb. Zache. Seine Schwester ist die Schriftstellerin Cordula Zickgraf. 

## Leben
Lohmeyer studierte Alte und Neue Geschichte sowie Politikwissenschaft an den Universitäten Brisbane (Australien), München und Hamburg. Er arbeitete mehrere Jahre lang als Verlagslektor für Belletristik. Seit 1988 ist er freiberuflich als literarischer Übersetzer tätig und hat inzwischen rund 50 Bücher aus dem Englischen, Französischen, Italienischen und Schwedischen ins Deutsche übersetzt, darunter die Weltbestseller „Scarlett“ von Alexandra Ripley und „Die Säulen der Erde“ von Ken Follett sowie der Memoirenband „Die Welt ist mein Zuhause“ von James A. Michener. Lohmeyer ist Literarischer Agent von Rudolf Marco (Erntemond) und Kim Caspary (XXS). Er ist Mitglied in der Freilassinger Künstlergilde e. V. und im Verband Deutscher Schriftsteller in der Gewerkschaft VerDi.
Auch in den Organisationen Bayerische Mykologische Gesellschaft sowie Deutsche Gesellschaft für Mykologie ist er Mitglied. Er leitet die „Arbeitsgruppe Mykologie Inn-Salzach“, einen losen Verbund aus interessierten Pilzkundlern, die vorwiegend in ihrer Region Exkursionen durchführen. Lohmeyer obliegt zudem die Schriftleitung der Fachzeitschrift „Mycologia Bavarica“, die im jährlichen Turnus vom Verein für Pilzkunde München e. V. herausgegeben wird.

## Schriften

### Bücher
- Herausgeber von ""Reinhard Schmidhagen: Das erste Jahrzehnt, Autobiographie eines Unvollendeten". MedienEdition Welsch, Taching, 2014. ISBN 978-3-937211-68-8 (auch als PDF-E-Book und epub-E-Book geplant)

#### Romane
- Des Himmels Blau in uns. Limes. München 1997. ISBN 3-8090-2263-2.
- Unter Zoologen. Haffmans bei Zweitausendeins. Frankfurt am Main 2002. ISBN 3-86150-503-7.

Der Plot des Buches ist, dass der TV-Star und Zoologe Hans-Anders Ridderström bei seinem Tod Prof. Baumgarten eine große Käfersammlung, viele Filme, eine Bibliothek und ein gewaltiges Archiv hinterlässt. Die Sammlung spiegelt ein Forscherleben zwischen den Aktendeckeln von zweihundertsechzig Leitz-Ordnern: Banales, Bedeutendes, Privates, Kurioses, Geordnetes, Chaotisches, Gereiftes, Unausgegorenes. Dazwischen entdeckt sein ehemaliger Kollege Wendelin Baumgarten, auch Ridderströms Lebensbeichte mit brisantem Inhalt. Ridderströms erste Frau Maria war während einer Expedition im südamerikanischen Dschungel unter nie ganz geklärten Umständen ums Leben gekommen. Ihre gemeinsame Tochter Lena starb später auf nicht weniger mysteriöse Weise in einem schwedischen Sumpfgebiet.

#### Satiren
- mit Illustrationen von Sepp Lingl: LiLo's Enzyklopädie der Schmunzelpilze. Schwarzwälder Pilzlehrschau. Hornberg 2006. DNB 975654829

#### Sachbücher
- mit Ute Künkele: Pilze: Bestimmen und Sammeln. Parragon. 2010. ISBN 978-1-4454-0327-4
- mit Ute Künkele: Pilze: 600 Arten einfach bestimmen und sammeln. Parragon. 2010. ISBN 978-1-4454-1044-9
- mit Ute Künkele: Das große Pilze Buch. Parragon. 2005. ISBN 1-4054-5152-1
- Faszination Pilze. Blick in eine rätselhafte Welt. BLV. München 2001. ISBN 3-405-16021-9
- mit Ludwig Brandmayer und Wolfgang Helfer: Aus dem Leben der Schmetterlinge. IHW. Eching 2000. ISBN 3-930167-44-1
- mit Wolfgang Helfer und Georg Dieplinger: Aus dem Leben der Vögel. IHW. Eching 1998. ISBN 3-930167-32-8

### Aufsätze
- mit A. Koch und Josef Christan: Gyromitra spinosospora (Lucch. & Pelland.) comb. nov. (= Discina spinosospora Lucch. & Pelland.) – Erstnachweis für Deutschland. In: Mycologia Bavarica 1. 1996. S. 46–49. (betreffendes Taxon in dieser Publikation: Gyromitra spinosospora)

- mit Dieter Benkert: Poronia erici – eine neue Art der Xylariales (Ascomycetes). In: Zeitschrift für Mykologie 54(1). 1988. S. 93–102. (betreffendes Taxon in dieser Publikation: Poronia erici)

- mit Jürgen Häffner: Beiträge zur Taxonomie und Verbreitung der Höheren Ascomyceten in der Bundesrepublik Deutschland. I. Einführung in die Gattung Scutellinia (Cooke) Lamb. und ihre rundsporigen Arten. In: Westfälische Pilzbriefe 10–11. 1982. S. 189–208. (betreffendes Taxon in dieser Publikation: Scutellinia legaliae)